# Біляль Мохаммад
Біляль Мохаммад Раджаб (араб. بلال محمد; нар. 2 червня 1986, Катар) — катарський футболіст, захисник.

## Клубна кар'єра
Футболом розпочав займатися у 10-річному віці в «Аль-Гарафі». На юнацькому рівні тренувався під керівництвом колишньої зірки «Замалека» Алі Халіла. За першу команду «Аль-Гарафи» дебютував 2003 року в поєдинку проти «Катара». У 2005 році виграв свій перший чемпіонат Катара. У 2017 році покинув «Аль-Гарафу» після 14 років, провідених в клубі. У 2018 році перейшов в «Умм-Салаль» і покинув клуб на початку 2019 року.

## Кар'єра в збірній
У футболці національної збірної Катару дебютував 2003 року в товариському матчі проти Алжиру, який проходив у Франції. На Кубку Азії 2004 року зіграв у двох із трьох матчів збірної Катару. У фінальному поєдинку Азійських ігор 2006 проти Іраку відзначився переможним голом (1:0), який приніс катарцям золоті медалі турніру. На Кубку Азії 2007 року Катар виступив катастрофічно, посів останнє місце та набрав два очки. На турнірі Мохаммед зіграв лише один матч проти збірної ОАЕ (1:2). Він також взяв участь у своєму третьому Кубку Азії у 2011 році, на турнірі забив гол на груповому етапі у ворота Кувейту.
19 листопада 2013 року провів свій 100-й поєдинок за національну команду, проти Малайзії.

## Особисте життя
Біляль Мохаммад має суданське походження. Його батько та дядьки також були професіональними футболістами.
У лютому 2012 року одружився з донькою колишнього суданського футболіста Шенана Хідра. На церемонії були присутні катарські та суданські футболісти.

## Статистика виступів

### Клубна
Станом на 21 серпня 2011 року
| Клуб              | Сезон             | Ліга              | Ліга  | Ліга | Кубок1 | Кубок1 | Кубок ліги2 | Кубок ліги2 | Континентальні3 | Континентальні3 | Загалом | Загалом |
| Клуб              | Сезон             | Ліга              | Матчі | Голи | Матчі  | Голи   | Матчі       | Голи        | Матчі           | Голи            | Матчі   | Голи    |
| ----------------- | ----------------- | ----------------- | ----- | ---- | ------ | ------ | ----------- | ----------- | --------------- | --------------- | ------- | ------- |
| «Аль-Гарафа»      | 2003–04           | ЛЗК               | 13    | 2    |        |        |             |             |                 |                 |         |         |
| «Аль-Гарафа»      | 2004–05           | ЛЗК               | 18    | 0    |        |        |             |             |                 |                 |         |         |
| «Аль-Гарафа»      | 2005–06           | ЛЗК               | 21    | 0    |        |        |             |             |                 |                 |         |         |
| «Аль-Гарафа»      | 2006–07           | ЛЗК               | 19    | 1    |        |        |             |             |                 |                 |         |         |
| «Аль-Гарафа»      | 2007–08           | ЛЗК               | 8     | 0    |        |        |             |             |                 |                 |         |         |
| «Аль-Гарафа»      | 2008–09           | ЛЗК               | 20    | 2    |        |        |             |             |                 |                 |         |         |
| «Аль-Гарафа»      | 2009–10           | ЛЗК               | 19    | 1    |        |        |             |             |                 |                 |         |         |
| «Аль-Гарафа»      | 2010–11           | ЛЗК               | 16    | 0    |        |        |             |             |                 |                 |         |         |
| «Аль-Гарафа»      | 2011–12           | ЛЗК               |       |      |        |        |             |             |                 |                 |         |         |
| «Аль-Гарафа»      | Загалом           | Загалом           | 134   | 6    |        |        |             |             |                 |                 |         |         |
| Усього за кар'єру | Усього за кар'єру | Усього за кар'єру | 134   | 6    |        |        |             |             |                 |                 |         |         |

1У тому числі й у Кубку Еміра Катару.
2У тому числі й у Кубку шейха Яссіма.
3У тому числі й у Лізі чемпіонів АФК.

### Голи за збірну
| # | Дата           | Місце       | Суперник       | Рахунок | Результат | Змагання         |
| - | -------------- | ----------- | -------------- | ------- | --------- | ---------------- |
| 1 | 24 серпня 2008 | Доха, Катар | Північна Корея | 2–1     | Перемога  | Товариський матч |
| 2 | 16 січня 2011  | Доха, Катар | Кувейт         | 1–0     | Перемога  | Кубок Азії 2011  |

## Досягнення
«Аль-Гарафа»
- Ліга зірок Катару
  -  Чемпіон (4): 2004/05, 2007/08, 2008/09, 2009/10

- Кубок Еміра Катару
  -  Володар (2): 2009, 2012

- Кубок наслідного принца Катару
  -  Володар (2): 2010, 2011

- Кубок зірок Катару
  -  Володар (1): 2009